# Сексплуатація
Сексплуатація (від англ. sexploitation film або англ. sex-exploitation film, «сексплуатаційний фільм») — клас малобюджетних художніх фільмів незалежного виробництва, які зазвичай асоціюються з 1960-ми та початком 1970-х років і в основному служать засобом для показу неявних сексуальних ситуації та необґрунтованої оголеності. Жанр є піджанром експлуатаційних фільмів. Термін «сексплуатація» використовується з 1940-х років.
У Сполучених Штатах Америки фільми про експлуатацію, як правило, демонструвалися в міських кінотеатрах-ґрайндгаузах, які були попередниками кінотеатрів для дорослих 1970-х і 1980-х років, які демонстрували жорсткий порнографічний вміст. У Латинській Америці (особливо в Аргентині) фільми про експлуатацію та сексуальну експлуатацію мали звивисті та складні стосунки як з кіноглядачами, так і з державними установами: іноді їх цензурували демократичні (але соціально консервативні) адміністрації та / або авторитарні диктатури (особливо протягом 1970-1980-х років), а в інший час вони мали значний успіх у прокаті.
Термін «софткор» часто використовується для позначення неявних фільмів про сексплуатацію після загальної легалізації жорсткого контенту. Нудистські фільми також часто вважаються піджанром жанру сексплуатації. Фільми «голі» (nudie) і «голі милашки» (Nudie-cuties) — це споріднені жанри.

## Деякі відомі режисери сексплуатації
- Енді Сідаріс
- Фред Олен Рей
- Жан Роллен
- Хесус Франко
- Джим Вайнорскі
- Джо д'Амато
- Майкл Фіндлі
- Расс Меєр
- Тінто Брасс
- Тед В. Мікелс